# Lavalette (Aude)
Lavalette – miejscowość i gmina we Francji, w regionie Oksytania, w departamencie Aude.
Według danych na rok 1990 gminę zamieszkiwało 919 osób, a gęstość zaludnienia wynosiła 140 osób/km² (wśród 1545 gmin Langwedocji-Roussillon Lavalette plasuje się na 367. miejscu pod względem liczby ludności, natomiast pod względem powierzchni na miejscu 931.).

## Zabytki
Zabytki w miejscowości posiadające status Monument historique:
- krzyż cmentarny (croix de cimetière)
- krzyż krążkowy (croix discoïdales)